# Roca de Sant Sebastià
La Roca de Sant Sebastià és una muntanya de 743 metres que es troba al municipi de Prats de Lluçanès, a la comarca d'Osona.